# Майер, Франц Мартин
Франц Мартин Майер (нем. Franz Martin Mayer; 20 февраля 1844, Плана, ныне Чехия — 15 сентября 1914, Грац) — австрийский историк.
Изучал историю, географию и германистику в Венском университете. С 1870 г. преподавал в Граце в гимназии (Oberrealschule), в 1891—1901 гг. был её директором. Одновременно с 1875 г. преподавал историю Австрии в университете Граца.
Автор фундаментального труда «История Австрии с особым вниманием к истории её культуры» (нем. Geschichte Österreichs mit besonderer Rücksicht auf Kulturgeschichte; 1874, переработанное и дополненное издание 1901); аналогичный труд посвятил отдельно Штирии (нем. Geschichte der Steiermark mit besonderer Rücksicht auf das Kulturleben; 1898, переработанное и дополненное издание 1913). Опубликовал монографию «Истоки торговли и промышленности в Австрии и Восточная компания» (нем. Die Anfange des Handels und der Industrie in Oesterreich und die Orientalische Compagnie; 1882), посвящённую так называемой Восточной компании, основанной в 1719 г. в Вене под патронатом императора Карла VI для торговли со странами Востока, и серию работ под общим названием «К истории Зальцбургского архиепископства» (нем. Beiträge zur Geschichte des Erzbistums Salzburg; 1878—1882).